# Bataille de Tremseh
Guerre civile syrienne
Batailles
La bataille de Tremseh (arabe : تريمسة) a opposé le 12 juillet 2012 l'armée arabe syrienne à l'armée syrienne libre dans le village du même nom, situé à 30 kilomètres au nord-ouest de Hama en Syrie. Un premier bilan a chiffré les morts entre 150 et 305 selon les activistes des droits de l'homme, avant d'être ramené à une liste de 68 noms par l’opposition, comprenant une femme et cinq enfants, les autres victimes étant des hommes en âge de combattre. Un activiste syrien, Abu Adnan, maintient toutefois le nombre de 150 victimes, alléguant que l'armée syrienne aurait volé les autres corps. 
La bataille s'est déroulée alors que les forces officielles tentaient de reprendre le contrôle de la localité jusqu'ici aux mains de l'armée syrienne libre.

## Déroulement
Le village de Tremseh se situe à 35 kilomètres au nord-ouest de la ville de Hama, avec une population essentiellement sunnite mais encerclée par des communautés alouites et donc réputées loyales au président Assad. Des activistes ont décrit que le 12 juillet 2012 des forces de l'armée syrienne entourèrent Tremseh et se sont mises à bombarder le village — un bombardement qui dura toute la journée. Les observateurs onusiens ont témoigné de l'utilisation d'artillerie lourde, d'hélicoptères et de chars. Des rapports ont indiqué qu'à la suite de cet assaut, des militaires et miliciens loyaux au régime se sont rués dans le village, mitraillant et poignardant les habitants. Même ceux s'efforçant de fuir les violences du village sont visés.
Selon l'Observatoire Syrien des Droits de l'Homme, 150 personnes auraient été massacrées à Tremseh le lundi 12 juillet 2012. Selon un militant « Une trentaine de véhicules de l'armée ont totalement encerclé le village. Il n'y avait aucune possibilité de sortir. Quiconque essayait de fuir à travers champs était abattu. » devant l'AFP. Toujours selon le même militant, « après le bombardement, l'armée est entrée [dans Tremseh] avec des armes légères et les shabbihas [miliciens pro-gouvernement] suivaient avec des couteaux. » Au vu de ses destructions importantes, l'hôpital semble avoir été particulièrement visé.
Pendant ce temps, le gouvernement nie toute responsabilité et fait porter la responsabilité à des « groupes terroristes » ainsi qu'aux « médias assoiffés de sang », selon l'agence officielle Sana (Agence de presse). Ce massacre fait suite à celui de Houla, en mai, où ont péri une centaine de personnes.

## Tués et victimes
Le nombre et catégories (citoyen / militaire [réf. souhaitée]) des victimes ne sont pas confirmés et varient selon les sources. Hillary Clinton a parlé de preuves indubitables que le régime a tué volontairement des citoyens innocents. Des images diffusées en ligne montrent moins d'une vingtaine de jeunes victimes hommes. On croit que des cadavres restent à découvrir dans les champs autour du village, du fait que des habitants ont été mitraillés en fuyant.
Le gouvernement syrien a avancé que quelques dizaines de terroristes armés ont été tués.
Le 14 juillet voit le départ des observateurs de l'ONU à Tremseh pour pouvoir dresser un bilan plus clair des victimes. Le soir du 14 juillet, les observateurs de l'ONU déclarent que selon leurs premières investigations, l'armée syrienne aurait visé délibérément les maisons de déserteurs et d'activistes, contredisant les premiers éléments faisant état d'un massacre de civils, selon la BBC. Les observateurs n'ont pas pu établir le nombre de victimes.
Selon L'AFP en revanche, et les témoignages des habitants du village, les principaux responsables de la tuerie seraient les chabbihas, miliciens du régime, « qui ont tué à l'arme blanche et procédé à de nombreuses arrestations ».
Wladimir Glasman rapporte que les habitants du village se sont opposés, le lendemain du massacre, à l'entrée de la délégation onusienne, car elle était accompagnée des forces armées syriennes, qui avaient participé à l'attaque de la veille.

## Réactions
- Royaume-Uni  États-Unis  France : les violences ont été condamnées par de nombreux pays, y compris les États-Unis, le Royaume-Uni et la France. La Secrétaire d'État américaine Hillary Clinton a exprimé son indignation totale.
- ONU : le secrétaire général de l'ONU a insisté pour que les pays membres prennent des mesures pour mettre fin aux atrocités, ajoutant qu'un « manque d'action serait un permis de massacrer »[10]. Kofi Annan s'est dit « bouleversé et horrifié » par le massacre. Ces événements à Tremseh ont poussé les pays occidentaux à exiger la mise en place d'une injonction de dix jours, sous peine de sanctions.
- Russie  Chine : la Chine et la Russie restent opposées à toute démarche qui menacerait le régime établi de Syrie. La Chine a cependant condamné le massacre.